# وليام مكارثر
وليام مكارثر (بالإنجليزية: William S. McArthur)‏ (و. 1951 – م) هو رائد فضاء، ومهندس من الولايات المتحدة الأمريكية . ولد في لورينبرغ، كارولاينا الشمالية. تولى منصب قائد بعثة محطة الفضاء الدولية، البعثة 12 (2 أكتوبر 2005–2 أبريل 2006) .

## ريادة الفضاء
شارك في المهمات الفضائية:
- البعثة 12[1]
- Soyuz TMA-7[1]
- STS-92[1]
- STS-58[1]
- STS-74.[1]

## التعليم
تعلم في الأكاديمية العسكرية الأمريكية

## جوائز
حصل على جوائز منها:
- NASA Exceptional Service Medal
- Medal "For Merit in Space Exploration".